# Federazione svizzera dei sordi
La Federazione Svizzera dei Sordi (FSS-SGB, in lingua tedesca Schweizerischen Gehörlosenbund, in lingua francese Fédération Suisse des Sourds) è l'associazione della comunità sorda svizzera.

## Storia
Nel 1946 venne creata la prima rete nei Cantoni in lingua tedesca per difendere gli interessi della comunità sorda germanofona. Poi nel 1987 si arriva a quella della comunità sorda romanda ed infine nel 2000 in quella italiana.

## Associazioni
In Svizzera sono presenti numerosi club per sordi ed associazioni audiolesi.